# Renault R312
El Renault R312 és un model d'autobús urbà produït pel fabricant d'automòbils francés Renault entre els anys 1987 i 1997. El seu nom correspon a les seues característiques principals: tres portes (3) -al menys en les primeres unitats- i una llargària de dotze metres (12). Successor del SAVIEM SC10, 4.312 unitats en pis baix i pis pla de l'R-312 foren produïdes abans de cedir el seu lloc al Renault Citybus.

## Història

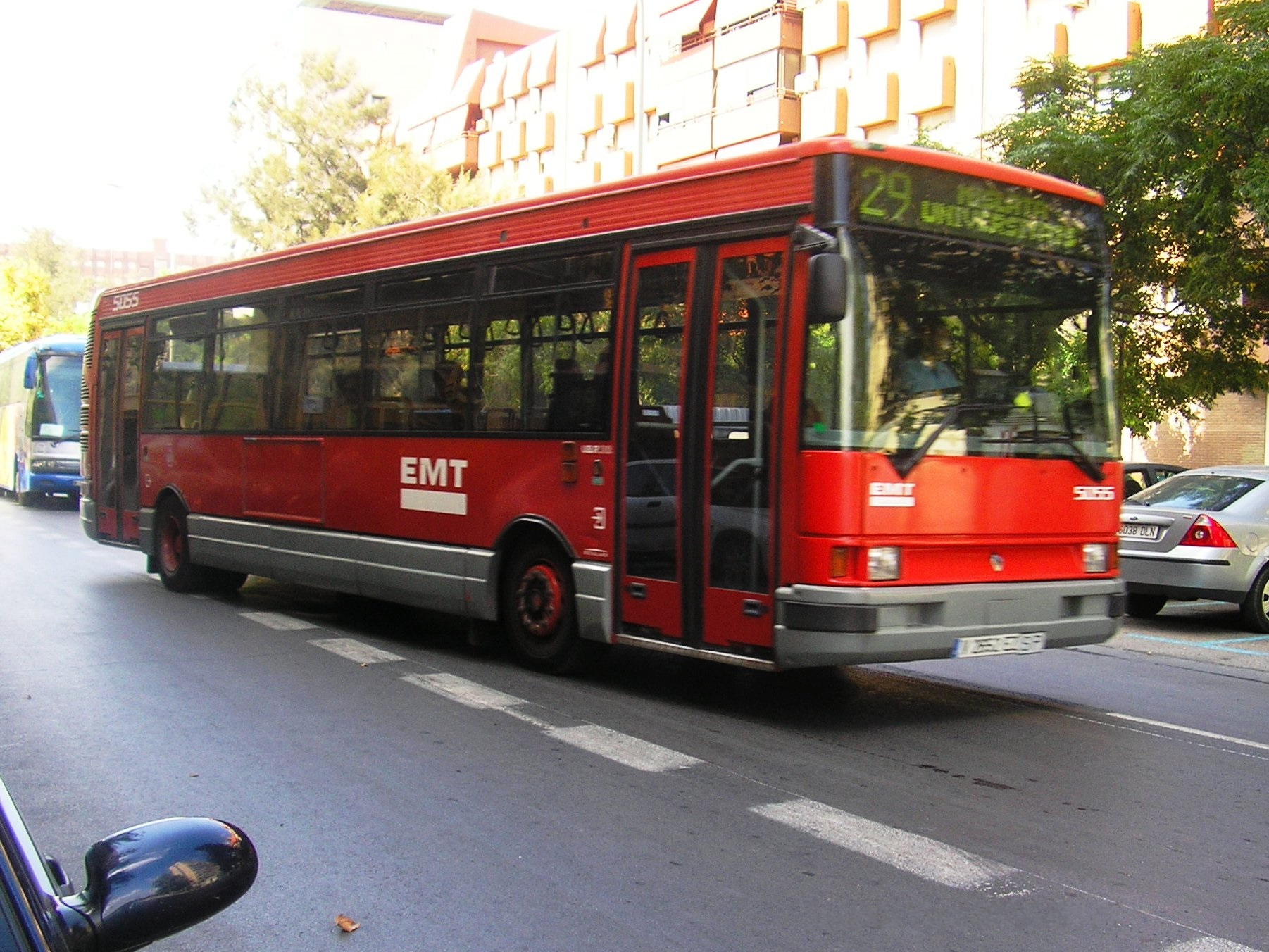
Unitat de l'EMT València amb dues portes (EMT sèrie 5000)

Després de la crisi del petroli de 1973, el sindicat francés Unió dels Transports Públics i Ferroviaris (UTP) suggerí el 1974 la creació d'un comité encarregat d'estuadiar les característiques d'un autobús urbà suficientment atractiu com per a fer disminuir l'ús del vehicle privat a les ciutats. El resultat d'aquest comité fou un projecte on destacava el confort, l'accessibilitat, la facilitat d'explotació i conducció, confiant la realització del projecte a Renault el 1979. El fabricant concebí i provà el prototip del R-312 en col·laboració amb la RATP. El prototip número 5001 fou presentat al públic a la línia 21 el 21 d'octubre de 1985. L'R-312 substituí el Renault SC10, construit fins al 1989. Fou el primer autobús francés amb pis pla al llarg de tot l'habitacle interior.

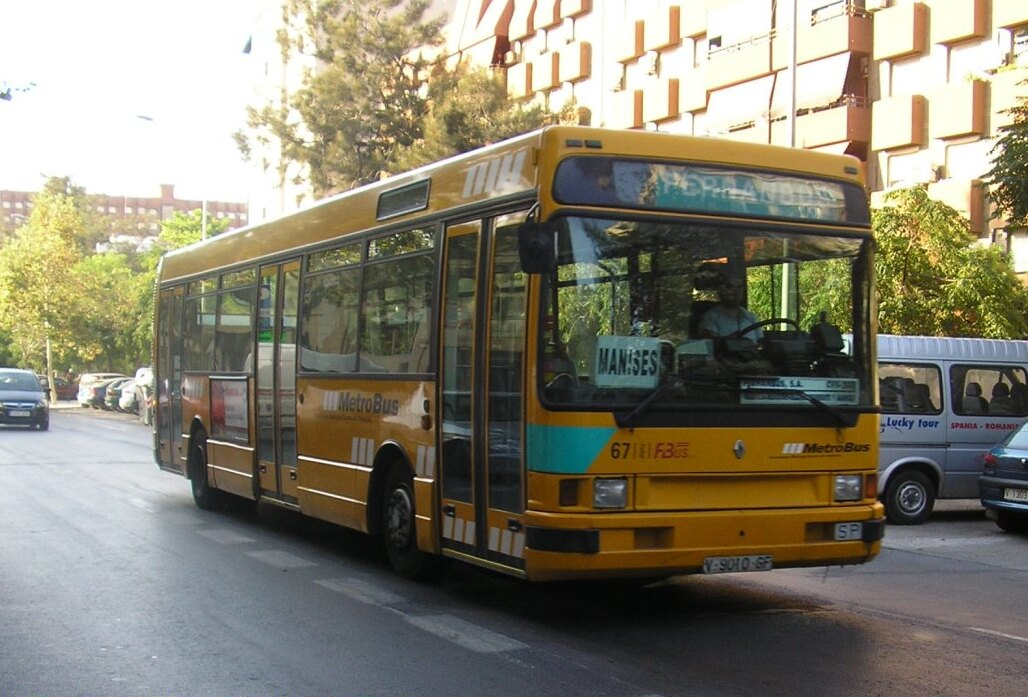
Unitat amb tres portes del MetroBus

Amb l'objectiu de tindre en compte el consell dels viatgers i procedir a diferents proves, les xarxes de Estrasburg, Lió, le Havre, París, Angulema, Tolosa de Llenguadoc i Marsella van rebre un exemplar entre l'abril i el juliol de 1985. Les dues darreres ciutats no van encarregar cap unitat, preferint l'Heuliez GX107. La primera ciutat en rebre l'R-312 produït en sèrie fou Caen el 30 de novembre de 1987.
Entre 1987 i 1997, l'R-312 estigué dotat de motors d'acord amb les successives normatives d'anti pol·lució: Euro 0, Euro 1 i Euro 2. En concret, equipà un motor diesel anomenat MIDR 06.20.45, de sis cilindres en línia posterior amb turbocompressor i 9.384 centímetres cúbics (cc) que produïa, segons la versió, 206 o 253 cavalls (cv). Amb un pes buit de 11.400 quilograms i una velocitat màxima de 75 km/h, l'R-312 tenia un consum mixt de 42 litres als 100 km.

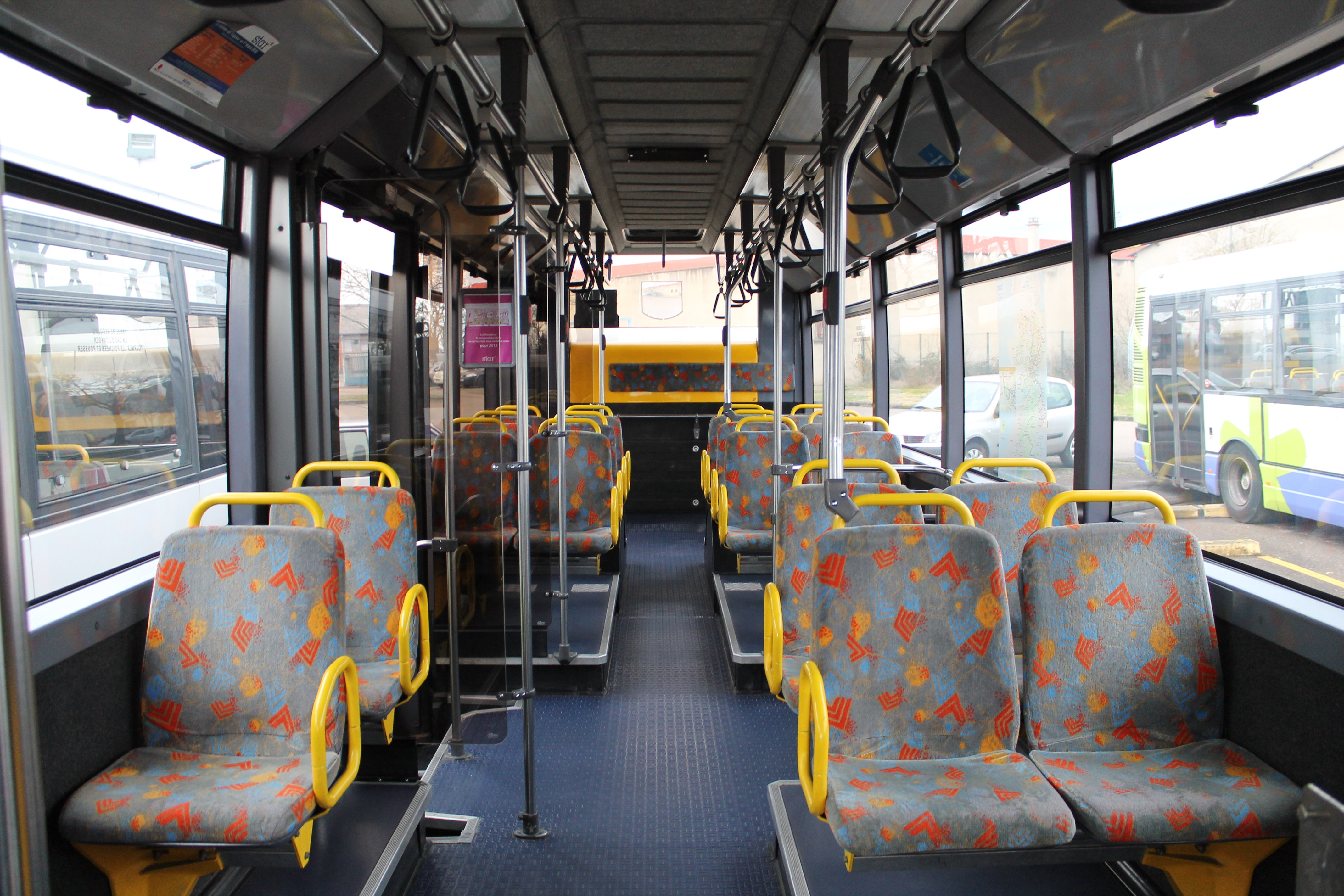
Interior d'una unitat francesa

Abans dels deu anys de comercialització, serà substituït pel Renault Agora. Amb les noves normes franceses d'accessibilitat de 2015, les companyies van anar, de mica en mica, deixar de prestar servici amb l'R-312, esdevenint cada vegada menys freqüents a França. Algunes unitats han estat venudes a països del tercer i segón món i presten servici, per exemple, a Varna (Bulgària), Cluj-Napoca (Romania) o Abidjan (Costa d'Ivori).
A partir de 1995, la RATP i la vila d'Istres encarregaren unitats amb només dues portes. Aquesta versió fou el resultat d'un intent de lluita contra el frau en massa després de l'accés lliure per qualsevol de les tres portes. Les unitats destinades a Disneyland París també tenien la particularitat de tindre només dues portes dobles sense cap a la part central. Contràriament al Renault PR100, l'antecessor, i al Renault Citybus, el successor, l'R312 mai tingué una versió articulada o "oruga".
Fora de França, l'R312 tingué una relativa presència a Espanya amb unitats carrossades localment per Beulas, Hispano, etc. circulant a ciutats com ara València, Saragossa, Vigo, Lleó i Tarragona. A Bèlgica, diverses filials de l'Operador de Transport de Valònia (TEC) empraren el model. Els Transports Públics Ginebrins (TPG) n'adquiriren 34 unitats.